# Xylopia sericea
Xylopia sericea A.St.-Hil. – gatunek rośliny z rodziny flaszowcowatych (Annonaceae Juss.). Występuje naturalnie w Kostaryce, Kolumbii, Wenezueli, Gujanie, Surinamie, Gujanie Francuskiej, Ekwadorze, Peru, Boliwii oraz Brazylii (w stanach Amazonas, Pará, Rondônia, Roraima, Bahia, Ceará, Maranhão, Pernambuco, Piauí, Goiás, Mato Grosso, Espírito Santo, Minas Gerais, Rio de Janeiro i Paraná oraz w Dystrykcie Federalnym). 

## Morfologia

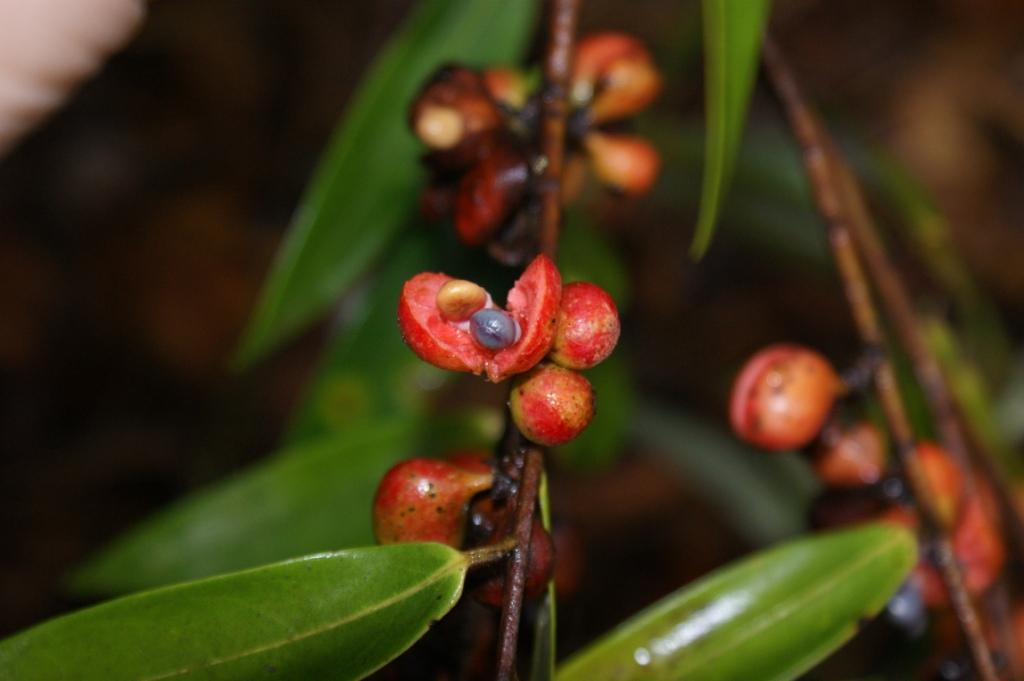
Owoce

PokrójZimozielone drzewo dorastające do 5–18 m wysokości. Korona jest kulista, otwarta. Pień jest cylindryczny o średnicy 25–35 cm.
OwoceZłożone z mieszków. Mają romboidalnie jajowaty kształt. Osiągają 1–1,5 cm długości.

## Biologia i ekologia
Rośnie w wiecznie zielonych lasach, lasach liściastych oraz na sawannach. Występuje na wysokości do 1200 m n.p.m. Najlepiej rośnie na dobrze przepuszczalnym, piaszczystym podłożu. Zazwyczaj rośnie w grupach. Preferuje stanowiska w pełnym nasłonecznieniu. 

## Zastosowanie
Lokalnie ma zastosowanie w medycynie ludowej w leczeniu zaburzeń jelitowych. Olejek eteryczny z kory X. sericea ma umiarkowane działanie bakteriostatyczne i fungistatyczne. Olejek zawiera p-cymen (22,8%) i α-Gurjunen (13,8%). Owoce zawierają diterpeny. Gatunek wykorzystywany jest również jako surowiec drzewny. Drewno jest lekkie, miękkie, ale wystarczająco elastyczne. Jest umiarkowanie trwałe, gdy pozostaje suche. Jest również łatwe do obróbki. Używana się go do produkcji masztów małych łodzi, kół pojazdów, itp. Nasiona bywają używane jako przyprawa. Włókno z kory jest używane w formie plecionki do ogrodzeń, aby zabezpieczyć bydło. Drzewo rzadko jest używane jako roślina ozdobna wzbogacająca krajobraz.